# André Babel
Pour les articles homonymes, voir Babel.
André Babel, né le 15 mars 1930 au Petit-Lancy (Genève) et mort le 10 janvier 2007 à Genève, est un prêtre et journaliste suisse. De 1973 à 1988, il est directeur du Centre catholique de radio et télévision à Lausanne.

## Biographie
Avant-dernier de six enfants, André Babel est né dans une famille de maraîcher de la campagne genevoise. Son frère aîné Jean Babel fut conseiller d'État du canton de Genève. Après des études au collège Saint-Louis à Genève, André passe sa maturité au collège d'Einsiedeln. Le grand séminaire de Fribourg le conduit à être ordonné prêtre le 3 juillet 1955. Il est nommé vicaire à la paroisse Sainte-Jeanne de Chantal à Genève. En 1963, à la demande de son évêque, François Charrière à Fribourg, il se forme aux médias en fréquentant l'Institut catholique de Paris et en faisant un stage au quotidien parisien La Croix. Il participe comme journaliste aux deux dernières sessions du concile Vatican II, où il écrit pour les quotidiens Le Courrier (Genève) et La Liberté (Fribourg). Il devient rédacteur ecclésiastique au journal genevois et conseiller ecclésiastique à l’Écho Illustré,. 
Le 16 juillet 1973, il est nommé directeur du Centre catholique de radio et télévision (CCRT) à Lausanne, où il succède au fondateur, Mgr Jacques Haas. Il participe à de nombreuses émissions religieuses à la Radio suisse romande, ainsi qu'à la Télévision suisse romande. Il est directeur du CCRT jusqu'en 1988, date à laquelle il transmet le relais à un laïc, le journaliste André Kolly. De retour à Genève, André Babel est assistant pour les émissions religieuses télévisées durant deux ans, avant de rejoindre le ministère à la paroisse Notre-Dame,. 
Dans le monde des médias catholiques, André Babel a présidé la Commission des médias de la Conférence des évêques suisses, ainsi que, de 1983 à 1989, UNDA-Europe, section de l'Association mondiale des professionnels d'émissions catholiques de radio et télévision. Parallèlement, il a été responsable des cours de déontologie à l'Institut de journalisme de l'université de Fribourg. Il fut aussi plusieurs fois membre du jury du Prix catholique de la communication (Suisse),.

## Publications

### Ouvrages
- Sur parole, Textes radiophoniques, Éditions Ouvertures 1994  (ISBN 978-2-88413-031-8)

### Autres
- Nombreux éditoriaux dans Le Courrier et La Liberté
- Archives RTS[4],[5]
- Nicolas de Flüe : l'Alliance, in Civitas. Schwyz, 1987, No 7/8, p. 212 ss.